# Farvahar

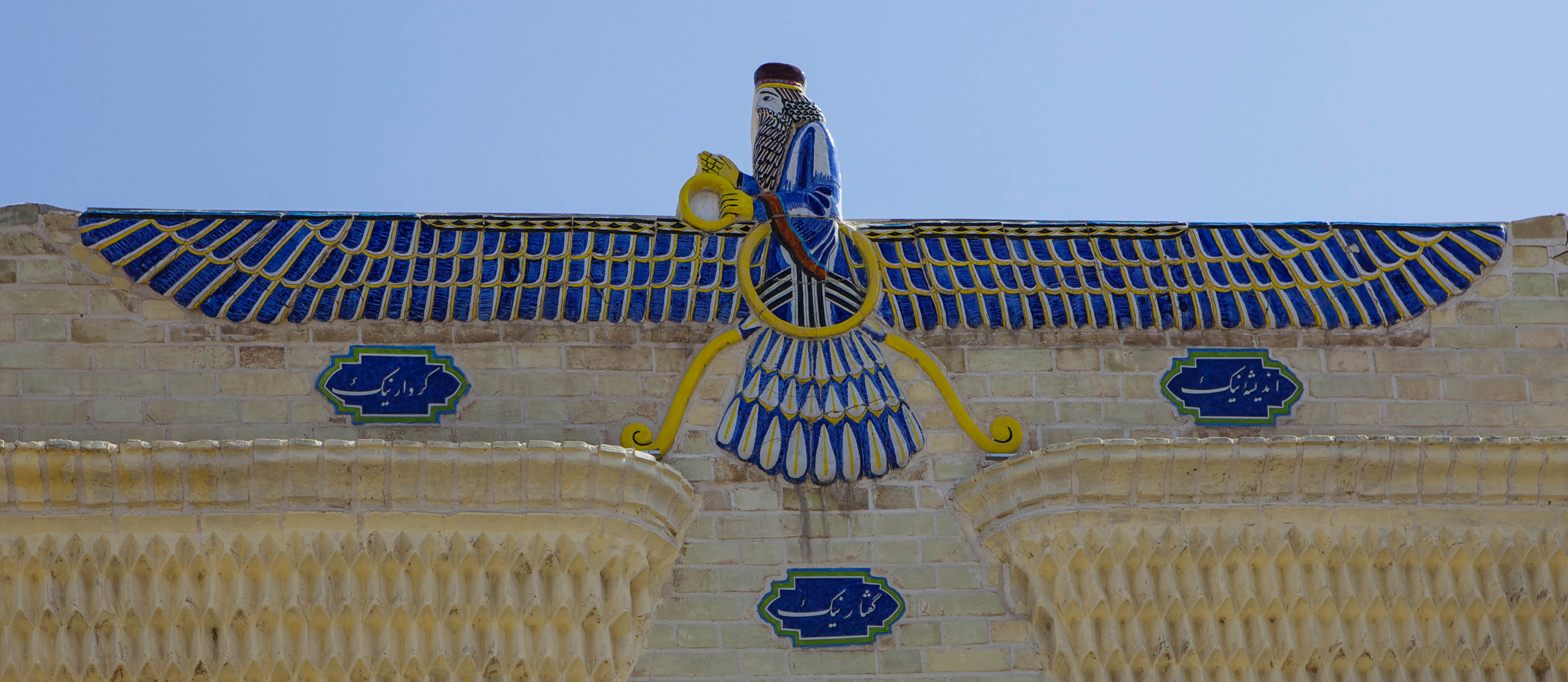
Farvahar symbol i ett eldtempel i Yazd

Farvahar (persiska: فروهر) är en zoroastrisk symbol som anses beteckna Ahura Mazda, lyckoglansen/härskarglansen (avestiska: xvarenah, persiska: فر farr) eller en skyddsande (persiska: فروشی "fravashi"). 
Farvahar blev en allmän symbol för zoroastrismen först i slutet av 1800-talet då Indiens parser fick förnyad kontakt med zoroastrierna i Iran. 
Under Pahlavi-monarkin i Iran blev den också en ikon för den iranska nationen. Många iranier bär halsband med farvahar just för att bekräfta sin iranska tillhörighet.

## Bildgalleri

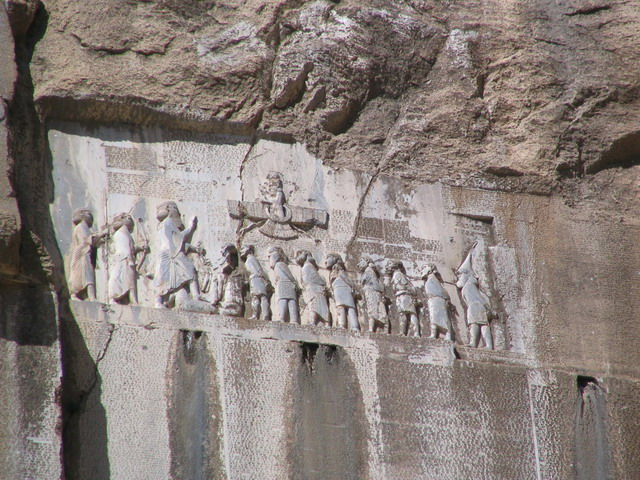
Farvahar avbildad i Bisutuninskriften.
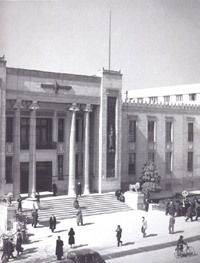
Irans nationalbank (1946) pryds av en Farvahar ikon.
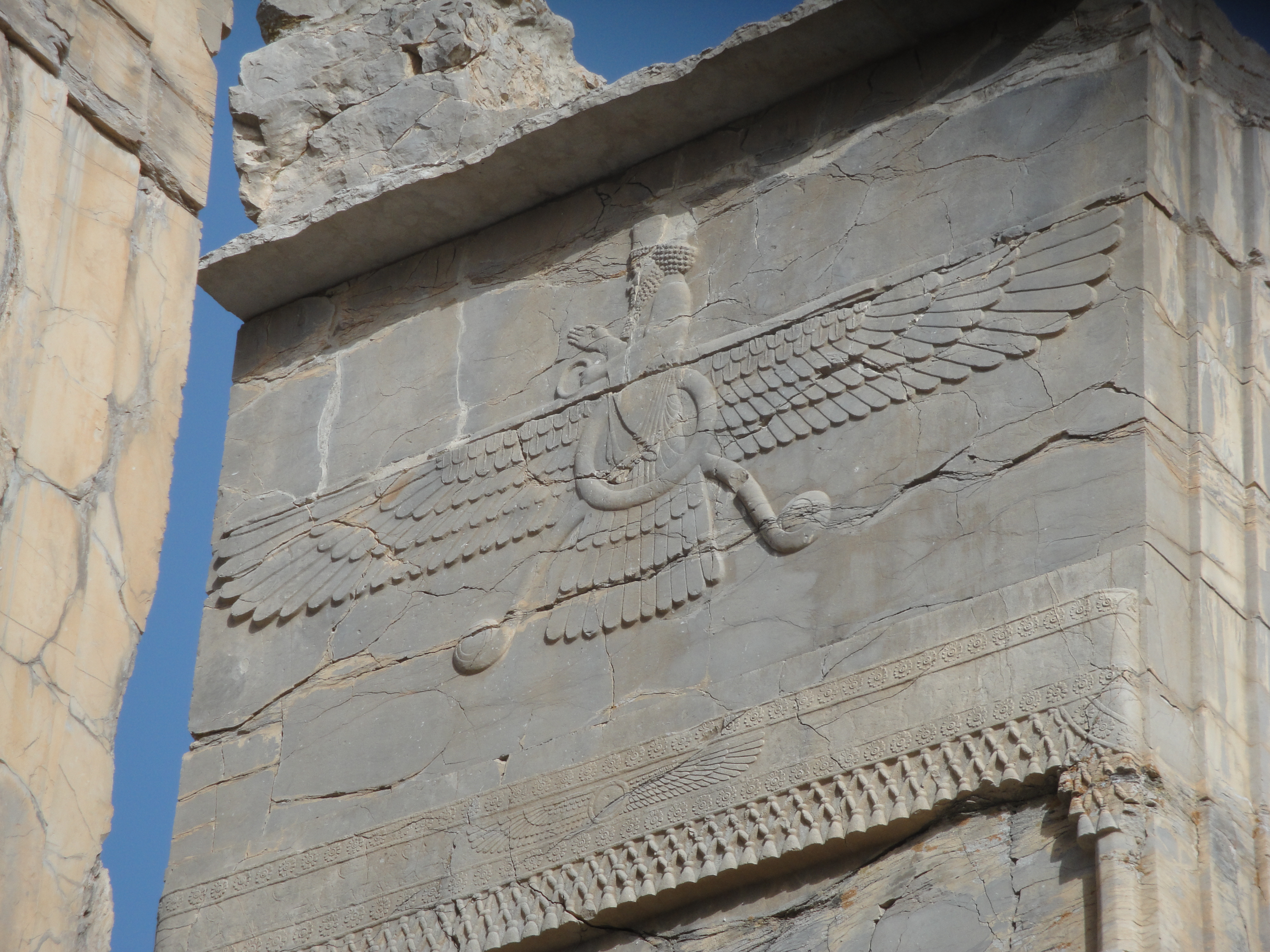
Farvahar i Persepolis.